# Apanteles rhomboidalis
Apanteles rhomboidalis är en stekelart som först beskrevs av William Harris Ashmead 1900.  Apanteles rhomboidalis ingår i släktet Apanteles och familjen bracksteklar. Inga underarter finns listade i Catalogue of Life.